# Canton de Lunéville-2
Le canton de Lunéville-2 est une circonscription électorale française du département de Meurthe-et-Moselle.

## Histoire
Un nouveau découpage territorial de Meurthe-et-Moselle entre en vigueur à l'occasion des élections départementales de 2015. Il est défini par le décret du 26 février 2014, en application des lois du 17 mai 2013 (loi organique 2013-402 et loi 2013-403). Les conseillers départementaux sont, à compter de ces élections, élus au scrutin majoritaire binominal mixte. Les électeurs de chaque canton élisent au Conseil départemental, nouvelle appellation du Conseil général, deux membres de sexe différent, qui se présentent en binôme de candidats. Les conseillers départementaux sont élus pour 6 ans au scrutin binominal majoritaire à deux tours, l'accès au second tour nécessitant 12,5 % des inscrits au 1er tour. En outre la totalité des conseillers départementaux est renouvelée. Ce nouveau mode de scrutin nécessite un redécoupage des cantons dont le nombre est divisé par deux avec arrondi à l'unité impaire supérieure si ce nombre n'est pas entier impair, assorti de conditions de seuils minimaux. En Meurthe-et-Moselle, le nombre de cantons passe ainsi de 44 à 23.
Le canton de Lunéville-2 est formé de communes des anciens cantons de Bayon (27 communes), de Lunéville-Sud (3 communes), de Gerbéviller (19 communes) et de Saint-Nicolas-de-Port (4 communes). Avec ce redécoupage administratif, le territoire du canton s'affranchit des limites d'arrondissements, avec 49 communes incluses dans l'arrondissement de Lunéville et 4 dans l'arrondissement de Nancy. Le bureau centralisateur est situé à Lunéville.

## Représentation
| Période élective | Période élective | Mandat | Mandat   | Identité       | Nuance | Nuance | Qualité                                                                    |
| ---------------- | ---------------- | ------ | -------- | -------------- | ------ | ------ | -------------------------------------------------------------------------- |
| 2015             | 2021             | 2015   | 2021     | Thibault Bazin |        | LR     | Cadre Ancien Maire de Rosières-aux-Salines (2008-2017), Député depuis 2017 |
| 2015             | 2021             | 2015   | 2021     | Anne Lassus    |        | LR     | Infirmière, conseillère municipale de Lunéville                            |
| 2021             | 2028             | 2021   | en cours | Thibault Bazin |        | LR     | Député                                                                     |
| 2021             | 2028             | 2021   | en cours | Anne Lassus    |        | LR     | Infirmière, conseillère municipale de Lunéville                            |

### Résultats détaillés

#### Élections de mars 2015
À l'issue du 1er tour des élections départementales de 2015, trois binômes sont en ballottage : Lætitia Delbarre et Denis Roger (FN, 31,78 %), Thibault Bazin et Anne Lassus (Union de la Droite, 30,43 %) et Barbara Sarde et Christophe Sonrel (Union de la Gauche, 29,58 %). Le taux de participation est de 52,47 % (13 701 votants sur 26 110 inscrits) contre 48,16 % au niveau départemental et 50,17 % au niveau national.
Au second tour, Thibault Bazin et Anne Lassus (Union de la Droite) sont élus avec 61,46 % des suffrages exprimés et un taux de participation de 51,25 % (7 309 voix pour 13 385 votants et 26 119 inscrits).

#### Élections de juin 2021
Le premier tour des élections départementales de 2021 est marqué par un très faible taux de participation (33,26 % au niveau national). Dans le canton de Lunéville-2, ce taux de participation est de 33,53 % (8 728 votants sur 26 032 inscrits) contre 29,74 % au niveau départemental. À l'issue de ce premier tour, deux binômes sont en ballottage : Thibault Bazin et Anne Lassus (Union au centre et à droite, 45,87 %) et Evelyne Mathis et Christophe Sonrel (Union à gauche avec des écologistes, 29,31 %).
Le second tour des élections est marqué une nouvelle fois par une abstention massive équivalente au premier tour. Les taux de participation sont de 34,36 % au niveau national, 30,76 % dans le département et 33,94 % dans le canton de Lunéville-2. Thibault Bazin et Anne Lassus (Union au centre et à droite) sont élus avec 62,21 % des suffrages exprimés (5 155 voix pour 8 837 votants et 26 036 inscrits),,.

## Composition
| Nom                               | Code Insee | Intercommunalité                         | Superficie (km2) | Population (dernière pop. légale)               | Densité (hab./km2) | Modifier                                    |
| --------------------------------- | ---------- | ---------------------------------------- | ---------------- | ----------------------------------------------- | ------------------ | ------------------------------------------- |
| Lunéville (bureau centralisateur) | 54329      | CC du Territoire de Lunéville à Baccarat | 16,34            | Fraction : 6 769 (2022) Commune : 17 920 (2022) | 1 097              | modifier les données · modifier les données |
| Barbonville                       | 54045      | CC Meurthe, Mortagne, Moselle            | 10,81            | 431 (2022)                                      | 40                 | modifier les données · modifier les données |
| Bayon                             | 54054      | CC Meurthe, Mortagne, Moselle            | 6,05             | 1 556 (2022)                                    | 257                | modifier les données · modifier les données |
| Blainville-sur-l'Eau              | 54076      | CC Meurthe, Mortagne, Moselle            | 11,74            | 3 885 (2022)                                    | 331                | modifier les données · modifier les données |
| Borville                          | 54085      | CC Meurthe, Mortagne, Moselle            | 4,71             | 86 (2022)                                       | 18                 | modifier les données · modifier les données |
| Brémoncourt                       | 54098      | CC Meurthe, Mortagne, Moselle            | 5,24             | 167 (2022)                                      | 32                 | modifier les données · modifier les données |
| Chanteheux                        | 54116      | CC du Territoire de Lunéville à Baccarat | 5,79             | 2 124 (2022)                                    | 367                | modifier les données · modifier les données |
| Charmois                          | 54121      | CC Meurthe, Mortagne, Moselle            | 5,41             | 197 (2022)                                      | 36                 | modifier les données · modifier les données |
| Clayeures                         | 54130      | CC Meurthe, Mortagne, Moselle            | 9,21             | 175 (2022)                                      | 19                 | modifier les données · modifier les données |
| Damelevières                      | 54152      | CC Meurthe, Mortagne, Moselle            | 8,12             | 3 094 (2022)                                    | 381                | modifier les données · modifier les données |
| Domptail-en-l'Air                 | 54170      | CC Meurthe, Mortagne, Moselle            | 3,13             | 70 (2022)                                       | 22                 | modifier les données · modifier les données |
| Einvaux                           | 54175      | CC Meurthe, Mortagne, Moselle            | 7,38             | 350 (2022)                                      | 47                 | modifier les données · modifier les données |
| Essey-la-Côte                     | 54183      | CC Meurthe, Mortagne, Moselle            | 6,60             | 75 (2022)                                       | 11                 | modifier les données · modifier les données |
| Ferrières                         | 54192      | CC des Pays du Sel et du Vermois         | 6,25             | 344 (2022)                                      | 55                 | modifier les données · modifier les données |
| Fraimbois                         | 54206      | CC du Territoire de Lunéville à Baccarat | 15,02            | 363 (2022)                                      | 24                 | modifier les données · modifier les données |
| Franconville                      | 54209      | CC du Territoire de Lunéville à Baccarat | 4,56             | 63 (2022)                                       | 14                 | modifier les données · modifier les données |
| Froville                          | 54216      | CC Meurthe, Mortagne, Moselle            | 5,89             | 121 (2022)                                      | 21                 | modifier les données · modifier les données |
| Gerbéviller                       | 54222      | CC Meurthe, Mortagne, Moselle            | 23,94            | 1 319 (2022)                                    | 55                 | modifier les données · modifier les données |
| Giriviller                        | 54228      | CC Meurthe, Mortagne, Moselle            | 7,71             | 71 (2022)                                       | 9,2                | modifier les données · modifier les données |
| Haigneville                       | 54245      | CC Meurthe, Mortagne, Moselle            | 2,85             | 59 (2022)                                       | 21                 | modifier les données · modifier les données |
| Haudonville                       | 54255      | CC du Territoire de Lunéville à Baccarat | 7,46             | 82 (2022)                                       | 11                 | modifier les données · modifier les données |
| Haussonville                      | 54256      | CC Meurthe, Mortagne, Moselle            | 11,18            | 318 (2022)                                      | 28                 | modifier les données · modifier les données |
| Hériménil                         | 54260      | CC du Territoire de Lunéville à Baccarat | 12,48            | 903 (2022)                                      | 72                 | modifier les données · modifier les données |
| Lamath                            | 54292      | CC du Territoire de Lunéville à Baccarat | 5,60             | 180 (2022)                                      | 32                 | modifier les données · modifier les données |
| Landécourt                        | 54293      | CC Meurthe, Mortagne, Moselle            | 5,82             | 85 (2022)                                       | 15                 | modifier les données · modifier les données |
| Lorey                             | 54324      | CC Meurthe, Mortagne, Moselle            | 5,18             | 87 (2022)                                       | 17                 | modifier les données · modifier les données |
| Loromontzey                       | 54325      | CC Meurthe, Mortagne, Moselle            | 7,68             | 78 (2022)                                       | 10                 | modifier les données · modifier les données |
| Magnières                         | 54331      | CC du Territoire de Lunéville à Baccarat | 11,58            | 284 (2022)                                      | 25                 | modifier les données · modifier les données |
| Mattexey                          | 54356      | CC Meurthe, Mortagne, Moselle            | 4,97             | 64 (2022)                                       | 13                 | modifier les données · modifier les données |
| Méhoncourt                        | 54359      | CC Meurthe, Mortagne, Moselle            | 7,87             | 243 (2022)                                      | 31                 | modifier les données · modifier les données |
| Moncel-lès-Lunéville              | 54373      | CC du Territoire de Lunéville à Baccarat | 21,94            | 612 (2022)                                      | 28                 | modifier les données · modifier les données |
| Mont-sur-Meurthe                  | 54383      | CC Meurthe, Mortagne, Moselle            | 9,51             | 1 132 (2022)                                    | 119                | modifier les données · modifier les données |
| Moriviller                        | 54386      | CC Meurthe, Mortagne, Moselle            | 7,24             | 93 (2022)                                       | 13                 | modifier les données · modifier les données |
| Moyen                             | 54393      | CC du Territoire de Lunéville à Baccarat | 23,57            | 522 (2022)                                      | 22                 | modifier les données · modifier les données |
| Rehainviller                      | 54449      | CC du Territoire de Lunéville à Baccarat | 5,64             | 1 053 (2022)                                    | 187                | modifier les données · modifier les données |
| Remenoville                       | 54455      | CC Meurthe, Mortagne, Moselle            | 8,46             | 156 (2022)                                      | 18                 | modifier les données · modifier les données |
| Romain                            | 54461      | CC Meurthe, Mortagne, Moselle            | 3,15             | 69 (2022)                                       | 22                 | modifier les données · modifier les données |
| Rosières-aux-Salines              | 54462      | CC des Pays du Sel et du Vermois         | 26,95            | 2 814 (2022)                                    | 104                | modifier les données · modifier les données |
| Rozelieures                       | 54467      | CC Meurthe, Mortagne, Moselle            | 9,38             | 183 (2022)                                      | 20                 | modifier les données · modifier les données |
| Saffais                           | 54468      | CC des Pays du Sel et du Vermois         | 4,04             | 106 (2022)                                      | 26                 | modifier les données · modifier les données |
| Saint-Boingt                      | 54471      | CC Meurthe, Mortagne, Moselle            | 8,14             | 74 (2022)                                       | 9,1                | modifier les données · modifier les données |
| Saint-Germain                     | 54475      | CC Meurthe, Mortagne, Moselle            | 7,68             | 157 (2022)                                      | 20                 | modifier les données · modifier les données |
| Saint-Mard                        | 54479      | CC Meurthe, Mortagne, Moselle            | 2,95             | 102 (2022)                                      | 35                 | modifier les données · modifier les données |
| Saint-Rémy-aux-Bois               | 54487      | CC Meurthe, Mortagne, Moselle            | 9,76             | 65 (2022)                                       | 6,7                | modifier les données · modifier les données |
| Seranville                        | 54501      | CC Meurthe, Mortagne, Moselle            | 5,37             | 101 (2022)                                      | 19                 | modifier les données · modifier les données |
| Tonnoy                            | 54527      | CC des Pays du Sel et du Vermois         | 12,35            | 651 (2022)                                      | 53                 | modifier les données · modifier les données |
| Vallois                           | 54543      | CC du Territoire de Lunéville à Baccarat | 7,27             | 124 (2022)                                      | 17                 | modifier les données · modifier les données |
| Vathiménil                        | 54550      | CC du Territoire de Lunéville à Baccarat | 12,30            | 315 (2022)                                      | 26                 | modifier les données · modifier les données |
| Velle-sur-Moselle                 | 54559      | CC Meurthe, Mortagne, Moselle            | 4,47             | 320 (2022)                                      | 72                 | modifier les données · modifier les données |
| Vennezey                          | 54561      | CC Meurthe, Mortagne, Moselle            | 3,43             | 38 (2022)                                       | 11                 | modifier les données · modifier les données |
| Vigneulles                        | 54565      | CC Meurthe, Mortagne, Moselle            | 5,57             | 234 (2022)                                      | 42                 | modifier les données · modifier les données |
| Villacourt                        | 54567      | CC Meurthe, Mortagne, Moselle            | 14,10            | 354 (2022)                                      | 25                 | modifier les données · modifier les données |
| Virecourt                         | 54585      | CC Meurthe, Mortagne, Moselle            | 5,06             | 499 (2022)                                      | 99                 | modifier les données · modifier les données |
| Xermaménil                        | 54595      | CC du Territoire de Lunéville à Baccarat | 10,84            | 552 (2022)                                      | 51                 | modifier les données · modifier les données |
| Canton de Lunéville-2             | 5409       |                                          |                  | 33 969 (2022)                                   |                    | modifier les données                        |

Le canton de Lunéville-2 comprend :
1. cinquante-trois communes entières,
2. la partie de la commune de Lunéville non incluse dans le canton de Lunéville-1.

## Démographie
En 2022, le canton comptait 33 969 habitants, en évolution de −2,04 % par rapport à 2016 (Meurthe-et-Moselle : −0,13 %, France hors Mayotte : +2,11 %).
| 2013   | 2018   | 2022   |
| ------ | ------ | ------ |
| 35 226 | 34 415 | 33 969 |